# L'età dell'oro (Wright)
L'età dell'oro, un romanzo di fantascienza del 2002 scritto da John C. Wright, è il primo capitolo del Ciclo dell'Età dell'oro, seguito da Phoenix (The Phoenix Exultant, 2003) e da La luce del millennio (The Golden Transcendence, 2003). Si tratta di una trilogia, ambientata in un lontano futuro, in cui la tecnologia ha permesso di superare tutti i limiti umani, compreso quello della morte.
Le menti sono quasi indipendenti dall'esistenza fisica e reale e si muovono in spazi più o meno aderenti alla realtà fenomenologica.
In questo quadro l'autore riesce a rappresentare ugualmente i contrasti tra l'individualità e la collettività, tra il pubblico e il privato, tra la legge e la morale, tra i sentimenti e la razionalità.
Nel romanzo è presente una forma d'arte peculiare: quella di creare universi in miniatura.

## Ambientazione
L'intera vicenda si svolge nell'Ecumene Dorato che si estende nel sistema solare.
I pianeti o corpi celesti abitati nell'ecumene sono:
- il complesso solare di Sol,
- la stazione equilaterale di Mercurio,
- il pianeta terraformato di Venere,
- la Terra con la città-anello intorno all'equatore,
- la Luna,
- gli asteroidi, riuniti nel riformato pianeta Demetra,
- il sistema gioviano in cui Giove è stato "acceso" ed è diventato una piccola stella,
- Nettuno
- le cinture di Kuiper e Oort,
- l'osservatorio Porphyrogeno a 500 UA da Sol.

## Abitanti
Grazie alla tecnologia della scienza noumenale gli uomini hanno talmente modificato il proprio sistema nervoso da aver dovuto creare una catalogazione dei diversi tipi di esseri umani proprio in base alle neuroforme:
- base;
- non standard: il sistema neurale ha forme totalmente diverse da quelle normali, per esempio perché inserite in matrici di energia;
- a organizzazione alternata detta warlock: il cervello presenta interconnessioni tra i lobi temporali, i lobi non verbali e il talamo e l'ipotalamo, di conseguenza conscio e subconscio hanno rapporti non standard, cosicché possono attivare meccanismi cerebrali quali introspezione, intuito, ispirazione creativa, pensiero laterale;
- corticali-talamiche integrati (invarianti): mancano del sub-conscio cosicché non hanno conflitti interiori o emozioni;
- cerebrali: cervello e corteccia connessi in modo globale, cioè del cervello fanno parte innumerevoli piante e/o animali, grazie alle quali possono pensare con diversi punti di vista differenti;
- composizioni mente-massa: menti composte da più menti connesse insieme.

A questi personaggi, umani o comunque di derivazione umana, si aggiungono i sophotec, intelligenze artificiali che pensano migliaia o milioni di volte più velocemente dell'uomo e che lavorano per garantirne la libertà e eseguirne gli ordini.

## Personaggi
- Phaeton Prime Rhadamanth humodificato (potenziato) noncomposto, neuroforma base, scuola grigio-argento: protagonista della vicenda, è un brillante ingegnere, progettista ed ex proprietario dell'astronave Phoenix Exultant. È nato da uno spazio sogno di Helion.
- Helion relitto di Rhadamanth: padre di Phaeton, uno dei pari, proprietario del complesso solare, fondatore della scuola grigio argento, neuroforma base.
- Daphne Tercius semi-Rhadamanth: moglie di Phaeton, neuroforma base;
- Gannis Cento-Menti Gannis: un Pari, ex socio di Phaeton, neuroforma base;
- Atkins Vingt-et-un: l'unico soldato dell'Ecumene, neuroforma base;
- Vafnir: un Pari, neuroforma non standard;
- Xenophon di Faraway: scuola compostezza tritonica, nettuniano, neuroforma non standard;
- Xingis di Nereid (Diomedes): amico di Phaeton, nettuniano, neuroforma non standard;
- Ao Aoen: maestro-sognatore, un Pari, un warlock;
- Neo-Orpheus, l'apostata, preside del collegio degli Esortatori, un warlock;
- Orpheus Myriad Avernus: fondatore della seconda immortalità, inventore del registratore noetico per la resuscitazione, un warlock;
- Kes Sennec: il logico, un pari, un invariante;
- Ruota-Di-Vita: matematica ecologica, un Pari, neuroforma cerebrale;
- Madre-Di-Vita: eco-attrice, neuroforma cerebrale;
- Composizione Eleemosynary: un pari;
- Composizione Harmonius;
- Composizione Bellipotent: sciolta;
- Rhadamantus: sophotec di casa Rhadamanth scuola grigio-argento, capacità un milione di cicli;
- Evengistar: sophotec casa della scuola rossa, capacità un milione di cicli;
- Nebuchednezzar: consigliere degli esortatori, capacità dieci milioni di cicli;
- Monomarchos: sophotec avvocato, centomila cicli;
- Aurelian: sophotec città ospite delle celebrazioni del millennio, capacità cinquanta milioni di cicli;
- Ennead: gruppo di nove sophotec ciascuno dalla capacità di un miliardo di cicli;
- Mentemondo: conoscenza unificata a cui partecipano, non continuativamente, tutti i sophotec, capacità un triliardo di cicli.

## Edizioni
- John C. Wright, The Golden Age, 2002, ISBN 0-312-84870-6.
- John C. Wright, L'età dell'oro, traduzione di Gianluigi Zuddas, Editrice Nord, 2007,  p. 395, ISBN 978-88-429-1528-7.